# Hệ thống phân loại Schenck
Phân loại Schenck là một hệ thống phân nhóm các loại trật khớp gối dựa trên kiểu cách chấn thương đa dây chằng. Ứng dụng lâm sàng của hệ thống này có điểm hạn chế là không nhắc đến nguy cơ có mạch máu thần kinh kèm theo.

## Cách phân loại
| Độ  | Mô tả |
| --- | --- |
| I   | Tổn thương đơn dây chằng (dây chằng chéo trước hoặc dây chằng chéo sau)                                                                                                |
| II  | Tổn thương dây chằng chéo trước và dây chằng chéo sau |
| III | Ngoài tổn thương dây chằng chéo trước, dây chằng chéo sau còn có tổn thương dây chằng bên ngoài hoặc dây chằng bên trong                                               |
|     | Chấn thương KD-III có chia nhóm phụ là KD-III-M hoặc KD-III-L dựa trên việc dây chằng bên trong(M) hay dây chằng bên ngoài(L)/góc sau ngoài có bị tổn thương hay không |
| IV  | Tổn thương cả dây chằng chéo trước, dây chằng chéo sau, dây chằng bên ngoài và dây chằng bên trong                                                                     |
| V   | Tổn thương đa dây đi kèm gãy chu khớp |